# Alexander Wurz
Alexander Wurz (Waidhofen an der Thaya, 1974. február 15. –) Korábbi osztrák autóversenyző, kétszeres Le Mans-i 24 órás győztes. Egy híres osztrák autóversenyző-dinasztia harmadik generációjának tagja. 

## Pályafutása

### Kerékpározás
Alexander Wurz nem a motorsport világában kezdte el sportolói pályafutását fiatalon, hanem hegyikerékpárosként kezdte, nem is gyengén, hiszen 1986-ban BMX Európa-és világbajnoki címet szerzett. 2000-ben a korábbi osztrák mountain bikeos Markus Rainerrel közösen alapított csapatot Rainer-Wurz.com néven, melynek szponzorai többek közt a McLaren, a Siemens és a Cannondale voltak.

### Kezdetek a motorsportban
Autóversenyzői pályafutását 1989-ben kezdte gokartokon, majd 1991-ben az osztrák Formula Ford 1600-as bajnokságba igazolt, ahol első évében második lett összetettben, majd a következő idényben már bajnoki elsőséget ünnepelhetett, ugyancsak 1992-ben a német Formula Ford 1600-ban sem talált legyőzőre. 1993-ban hazája Forma-3-as bajnokságát nyerte meg, majd 1994-ben a német Formula–3-ban versenyzett, első szezonját másodikként zárta, a rákövetkező 1995-ös évet hatodikként. 
1996-ban a DTM jogelődjének számító ITCC-ben versenyzett az Opel Team Joest színeiben. Ebben a szezonban csupán 16. lett összesítésben, viszont ugyanezzel a csapattal elindult Manuel Reiterrel és Davy Jonessal közösen a Le Mans-i 24 órás viadalon, amely végül győzelemmel zárult számukra. Wurz ezzel első Le Mans-i diadalát aratta.

### A Formula–1-ben
1997-ben tesztpilótai állást kapott a Benetton Formula–1-es csapatától, viszont honfitársa, Gerhard Berger betegsége miatt három futamon is neki szavaztak bizalmat. Kanadában és Franciaországban nem ért célba, a brit nagydíjon azonban felállhatott a dobogó harmadik fokára, elérve ezévi legjobb eredményét. 1998-ra teljes szezonos ülést kapott a Benettontól Berger visszavonulása után, csapattársa az olasz Giancarlo Fisichella lett. A szezon során dobogót ugyan nem szerzett, de többször is erős pontszerző helyeken zárt, főleg az idény első felében, összesítésben végül a 8. helyen zárt 17 ponttal. Az 1999-es éve kifejezetten gyengére sikeredett, csak kétszer tudott pontszerző helyen célba érni (Monacóban és Ausztriában), a 2000-es szezonban pedig csak az olasz nagydíjon tudott pontot érő helyen befutni, így a szezon végén távoznia kellett a Benettontól.
Ezt követően 2001 és 2005 között a McLaren-Mercedes tesztpilótája lett. Egyetlen futamon vett részt a színeikben, a 2005-ös San Marinó-i nagydíjon miután Montoya teniszezés közben megsérült és Wurz kapott lehetőséget a kolumbiai távollétében. A futamot a 4. helyen zárta Wurz, azonban a BAR-Hondák kizárását követően előre lépett a harmadik helyre, második dobogós helyezését megszerezve a Formula–1-ben. 2005 év végén távozott a McLaren kötelékéből, és 2006-től a Williams tesztpilótája lett.

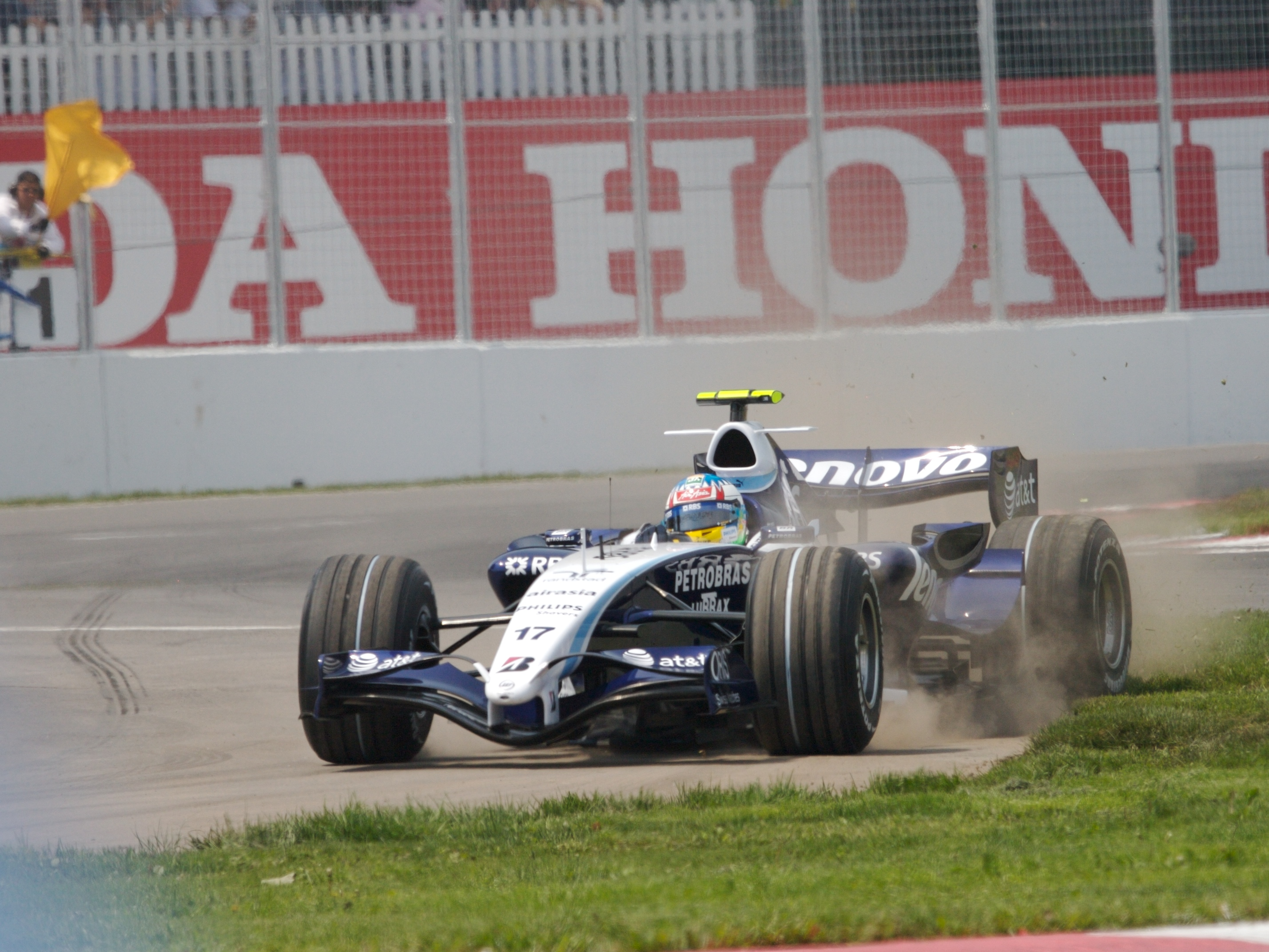
Wurz 2007-ben a kanadai nagydíjon

2007-ben Mark Webber Red Bull Racinghez való távozását követően Wurzot léptették elő második számú versenyzőnek Nico Rosberg mellé. A szezon folyamán háromszor szerzett pontot, a kanadai nagydíjon harmadik helyen végzett, megszerezve harmadik (egyben utolsó) dobogóját. Még a szezonzáró brazil nagydíj előtt szerződést bontott a Williamssel, ezt követően 2008-ban a Hondánál volt tesztpilóta, majd 2009-ben a Brawn-Mercedesnek volt a műszaki igazgatója.

### A Formula–1 után
2009-ben a Peugeot színeiben visszatért az endurance versenyzés világába, ebben az esztendőben David Brabham és Marc Gené oldalán megnyerte pályafutása második Le Mans-i 24 órás versenyét, 2010-ben megnyerte Genével és Anthony Davidsonnal a sebringi 12 órást, valamint az 1000 mérföldes futamot Road Atlantában Stéphane Sarrazin és Franck Montagny oldalán. 2012 és 2015 között a Toyota endurance csapatánál versenyzett, legjobb eredménye ezidő alatt az endurance-vb-n elért összesített 3. hely volt. A 2015-ös év végén bejelentette visszavonulását az aktív versenyzéstől.
2016-ban váratlanul visszatért az autóversenyzésbe, a Ford Chip Ganassi Racing színeiben Brendon Hartley, Andy Priaulx és Lance Stroll oldalán részt vett a daytonai 24 órás viadalon, ahol ötödikek lettek. 2018-ban édesapja nyomdokait követve ő is belekóstólt a ralikrossz világába, Norvégiában és Lettországban kapott lehetőséget az MJP Racing Team Austriától, mindkét alkalommal a 18. helyen végzett. Azóta nem vett részt semmilyen autósport eseményen.

## Le Mans-i 24 órás autóverseny
| Év   | Csapat              | Csapattársak                        | Autó                | Kategória | Kör | Összetett | Kategória |
| ---- | ------------------- | ----------------------------------- | ------------------- | --------- | --- | --------- | --------- |
| 1996 | Joest Racing        | Davy Jones Manuel Reuter            | TWR Porsche WSC-95  | LMP1      | 354 | 1.        | 1.        |
| 2008 | Team Peugeot Total  | Stéphane Sarrazin Pedro Lamy        | Peugeot 908 HDi FAP | LMP1      | 368 | 5.        | 5.        |
| 2009 | Team Peugeot Total  | David Brabham Marc Gené             | Peugeot 908 HDi FAP | LMP1      | 382 | 1.        | 1.        |
| 2010 | Team Peugeot Total  | Marc Gené Anthony Davidson          | Peugeot 908 HDi FAP | LMP1      | 360 | Kiesett   | Kiesett   |
| 2011 | Peugeot Sport Total | Anthony Davidson Marc Gené          | Peugeot 908         | LMP1      | 351 | 4.        | 4.        |
| 2012 | Toyota Racing       | Nicolas Lapierre Nakadzsima Kazuki  | Toyota TS030 Hybrid | LMP1      | 134 | Kiesett   | Kiesett   |
| 2013 | Toyota Racing       | Nicolas Lapierre Nakadzsima Kazuki  | Toyota TS030 Hybrid | LMP1      | 341 | 4.        | 4.        |
| 2014 | Toyota Racing       | Stéphane Sarrazin Nakadzsima Kazuki | Toyota TS040 Hybrid | LMP1-H    | 219 | Kiesett   | Kiesett   |
| 2015 | Toyota Racing       | Stéphane Sarrazin Mike Conway       | Toyota TS040 Hybrid | LMP1      | 387 | 6.        | 6.        |

## Teljes Formula–1-es eredménysorozata
(Táblázat értelmezése)

(Félkövér: pole-pozícióból indult; dőlt: leggyorsabb kört futott) 

| Év   | Csapat   | 1      | 2      | 3      | 4      | 5      | 6      | 7      | 8      | 9      | 10     | 11     | 12     | 13     | 14     | 15     | 16     | 17     | 18     | 19  | Helyezés | Pont |
| ---- | -------- | ------ | ------ | ------ | ------ | ------ | ------ | ------ | ------ | ------ | ------ | ------ | ------ | ------ | ------ | ------ | ------ | ------ | ------ | --- | -------- | ---- |
| 1997 | Benetton | AUS    | BRA    | ARG    | SMR    | MON    | ESP    | CAN Ki | FRA Ki | GBR 3  | GER    | HUN    | BEL    | ITA    | AUT    | LUX    | JPN    | EUR    |        |     | 14.      | 4    |
| 1998 | Benetton | AUS 7  | BRA 4  | ARG 4  | SMR Ki | ESP 4  | MON Ki | CAN 4  | FRA 5  | GBR 4  | AUT 9  | GER 11 | HUN Ki | BEL Ki | ITA Ki | LUX 7  | JPN 9  |        |        |     | 8.       | 17   |
| 1999 | Benetton | AUS Ki | BRA 7  | SMR Ki | MON 6  | ESP 10 | CAN Ki | FRA Ki | GBR 10 | AUT 5  | GER 7  | HUN 7  | BEL 14 | ITA Ki | EUR Ki | MAL 8  | JPN 10 |        |        |     | 13.      | 3    |
| 2000 | Benetton | AUS 7  | BRA Ki | SMR 9  | GBR 9  | ESP 10 | EUR 12 | MON Ki | CAN 9  | FRA Ki | AUT 10 | GER Ki | HUN 11 | BEL 13 | ITA 5  | USA 10 | JPN Ki | MAL 7  |        |     | 15.      | 2    |
| 2005 | McLaren  | AUS    | MAL    | BHR Tp | SMR 3  | ESP    | MON Tp | EUR Tp | CAN    | USA    | FRA    | GBR    | GER Tp | HUN Tp | TUR    | ITA    | BEL Tp | BRA Tp | JPN    | CHN | 17.      | 6    |
| 2006 | Williams | BHR Tp | MAL Tp | AUS Tp | SMR Tp | EUR Tp | ESP Tp | MON Tp | GBR Tp | CAN Tp | USA Tp | FRA Tp | GER Tp | HUN Tp | TUR Tp | ITA Tp | CHN Tp | JPN Tp | BRA Tp |     | –        | –    |
| 2007 | Williams | AUS Ki | MAL 9  | BHR 11 | ESP Ki | MON 7  | CAN 3  | USA 10 | FRA 14 | GBR 13 | EUR 4  | HUN 14 | TUR 11 | ITA 13 | BEL Ki | JPN Ki | CHN 12 | BRA    |        |     | 11.      | 13   |

## Teljes FIA World Endurance Championship eredménysorozata
| Év   | Csapat        | Osztály | Kasztni             | Motor                    | 1     | 2      | 3      | 4     | 5      | 6      | 7     | 8      | Helyezés | Pont |
| ---- | ------------- | ------- | ------------------- | ------------------------ | ----- | ------ | ------ | ----- | ------ | ------ | ----- | ------ | -------- | ---- |
| 2012 | Toyota Racing | LMP1    | Toyota TS030 Hybrid | Toyota 3.4 L V8 (Hybrid) | SEB   | SPA    | LMS Ki | SIL 2 | SÃO 1  | BHR Ki | FUJ 1 | SHA 1  | 3.       | 96   |
| 2013 | Toyota Racing | LMP1    | Toyota TS030 Hybrid | Toyota 3.4 L V8 (Hybrid) | SIL 4 | SPA Ki | LMS 4  | SÃO   | COA    | FUJ 1  | SHA 2 | BHR Ki | 4.       | 69.5 |
| 2014 | Toyota Racing | LMP1    | Toyota TS040 Hybrid | Toyota 3.4 L V8 (Hybrid) | SIL 2 | SPA 3  | LMS Ki | COA 6 | FUJ 2  | SHA 2  | BHR 1 | SÃO 4  | 5.       | 116  |
| 2015 | Toyota Racing | LMP1    | Toyota TS040 Hybrid | Toyota 3.4 L V8 (Hybrid) | SIL 4 | SPA 5  | LMS 6  | NÜR 6 | COA Ki | FUJ 6  | SHA 5 | BHR 3  | 6.       | 79   |

## Fordítás
- Ez a szócikk részben vagy egészben  az   Alexander Wurz című angol Wikipédia-szócikk fordításán alapul.  Az eredeti cikk szerkesztőit annak laptörténete sorolja fel. Ez a jelzés csupán a megfogalmazás eredetét és a szerzői jogokat jelzi, nem szolgál a cikkben szereplő információk forrásmegjelöléseként.